# Marila domingensis
Marila domingensis är en tvåhjärtbladig växtart som beskrevs av Ignatz Urban. Marila domingensis ingår i släktet Marila och familjen Calophyllaceae. Inga underarter finns listade i Catalogue of Life.